# Michał Frencel

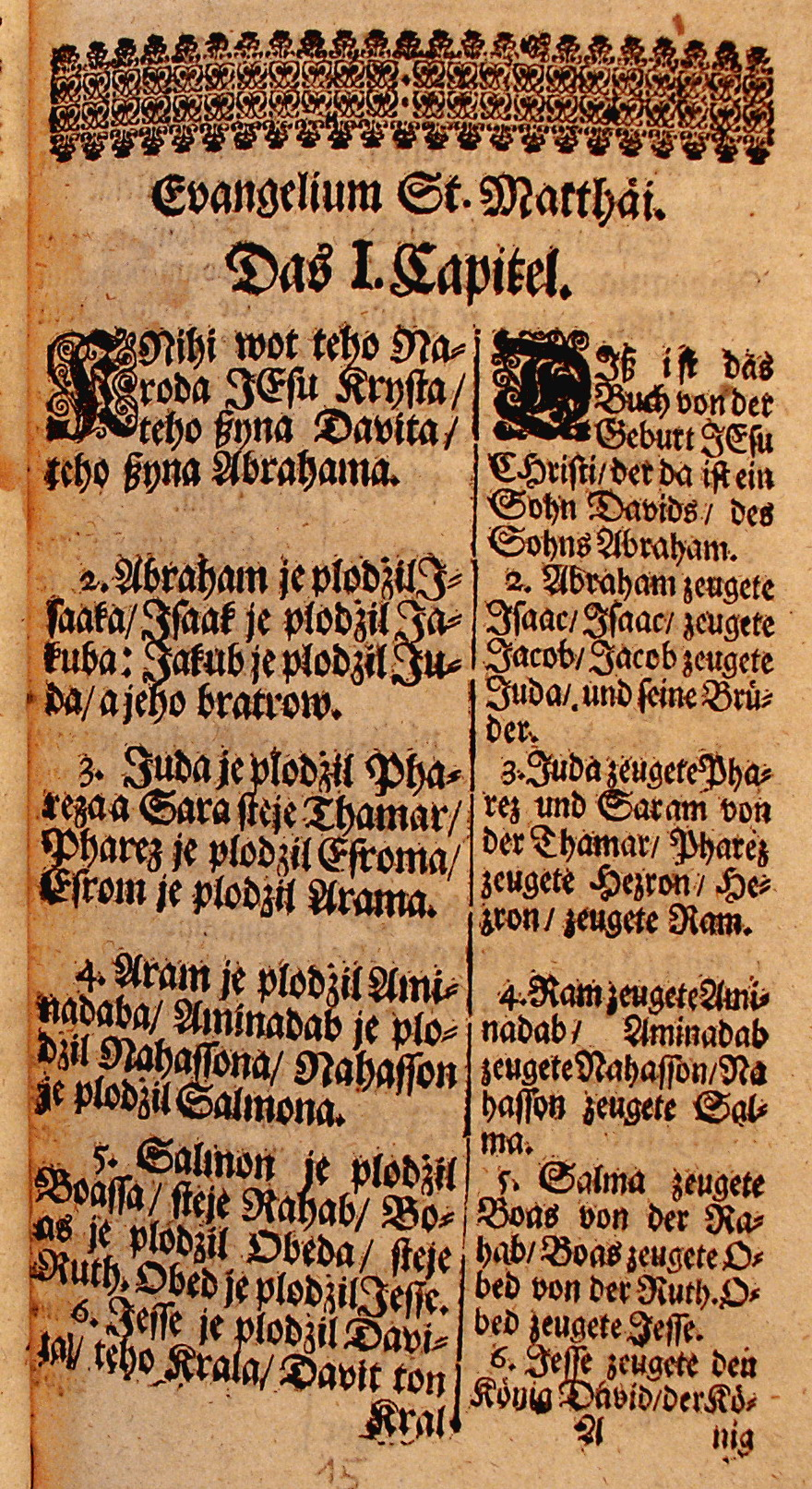
NT w przekładzie na górnołużycki dokonanym przez Michała Frencla (1706)

Michał Frencel (także Brancel, ur. 2 lutego 1628 w Běčicach (niem. Pietzschwitz) koło Gödy, zm. 29 czerwca 1706 w Budestecach (niem. Großpostwitz)) – jeden z twórców górnołużyckiego języka literackiego, pastor.
Był ojcem Abrahama Frencla. W latach 1649–1651 studiował teologię w Lipsku, w latach 1662–1706 był proboszczem w Koselbruch i Budestecach.
Przełożył na język górnołużycki Nowy Testament (1706) korzystając z przekładów polskiego i czeskiego. Przekład ten ze zmodernizowaną ortografią i fonetyką wszedł w skład opublikowanej w roku 1728 pełnej Biblii w języku górnołużyckim.
Odstąpił od naśladowania ortografii niemieckiej, zbliżył zaś łużycką do polskiej, wprowadzając m.in. cż, dż. Był świadom wspólnoty języków słowiańskich.

## Literatura
- Das Neue Testament Unsers Herrn Jesu Christi / in die Oberlausitzsche Wendische Sprache, übersetzet von Michael Frentzeln… Zittau 1706 (Erstausgabe).
- Postwitzscher Tauff-Stein oder christliche und einfältige teutsch-wendische Predigt von der heiligen Taufe. Budissin 1688
- Dissertat[io]. Historic[a]. De Idolis Slavorum. 3 Teile, Wittenberg 1691/92 (gemeinsam mit Johann Peter v. Ludewig).
- Das Gedächtniß der Wunder Gottes. Welches Bey Einweyhung des Anno 1688 aufgerichteten Neuen Altars/ In der Kirchen zu Postwiz/ In einer Predigt betrachtet und der Gemeine Gottes allda vorgetragen worden. Zittau 1697